# ایگور تورچین
ایگور تورچین (اوکراینی: Ігор Євдокимович Турчин؛ ۱۶ نوامبر ۱۹۳۶ – ۷ نوامبر ۱۹۹۳) مربی هندبال اوکراینی‌تبار اهل اتحاد جماهیر شوروی سوسیالیستی بود.
وی در مسابقات کشوری و بین‌المللی در مجموع برندهٔ ۴ مدال طلا، ۲ مدال نقره، ۲ مدال برنز شده‌است.